# ديفيد لويد (لاعب كريكت)
ديفيد لويد (15 مايو 1992 في المملكة المتحدة - ) (بالإنجليزية: David Lloyd)‏ هو لاعب كريكت بريطاني. لعب مع نادي مقاطعة غلاموركن للكريكت ‏.

## وصلات خارجية
- دايفيد لويد على موقع إي آس بي آن كريك إنفو (الإنجليزية)